# Gitte Madsen
|  | Denne artikel omhandler skuespiller, studievært og underholdningschef Gitte Madsen. For den danske håndboldspiller, se Gitte Madsen |
Gitte Madsen (født 23. april 1966) er en dansk autodidakt skuespiller, studievært og underholdningschef for TV 2/DANMARK.
Madsen blev student i 1985 og har en diplomuddannelse i Cultural Management fra 1992.
Hun arbejdede 1986-1991 som skuespiller ved 'Mariehønen' og Teaterkompagniet og var af flere omgange aktiv i Århus Festuge. Hun blev i 1990 leder af Frontløberne og i 1994 informationschef for KaosPiloterne i Århus. I 2000 blev hun strategisk planner og tekstforfatter ved Bates Y&R i København, og tre år senere blev hun underholdningsredaktør for TV 2/Danmark. 
I 2007 blev hun morgenvært på Alletiders Morgen på TV 2 Radio sammen med Lars Hjortshøj, som hun kendte fra sin tid i Århus. Hun avancerede samtidig til chef for TV 2's underholdningsafdeling. Derudover er Gitte Madsen en populær konferencier og foredragsholder[kilde mangler], ligesom hun af flere omgange har været klummeskribent i diverse magasiner. Hun har desuden været vært på tv-programmerne Kender du typen? på DR1 og TV 2's Den 6. sans.
Fra 1994 til 1997 var hun medlem af Kulturfondens bestyrelse.